# ذباب الحجر الربيعي
ذباب الحجر الربيعي أو فصيلة نيموريدي (الاسم العلمي: Nemouridae)، هي فصيلة حشرات من رتبة مطويات الأجنحة، تحتوي الفصيلة على من 700 نوع موصوف. وتوجد بشكل رئيسي في مواطن القارة الشمالية.